# Chrysoscota flavostrigata
Chrysoscota flavostrigata là một loài bướm đêm thuộc phân họ Arctiinae, họ Erebidae.